# Sexto Júlio César
Sexto Júlio César (Sextus) foi o nome de diversas pessoas da família dos Júlios Césares na Roma Antiga. Sexto era um dos três prenomes (primeiro nome) mais comuns utilizados na família, os outros sendo Lúcio (Lucius) e Caio (Gaius), que era o prenome do mais famoso deles, o ditador Júlio César.

## Pretor em 208 a.C.
Sexto Júlio César, um pretor na Sicília em 208 a.C. e comandante de uma das legiões canenses, as legiões formadas pelos sobreviventes da Batalha de Canas. Embora o comando das canenses fosse geralmente considerado uma punição ou uma ação disciplinatória, ele foi enviado como um legado do cônsul Tito Quíncio Peno Capitolino Crispino quando ele se feriu.
Segundo William Smith, foi o mais antigo membro do gens Júlia que tem, registrado, o cognome César. Todos os outros Julii Caesares são seus descendentes, porém algumas genealogias são conjecturais.

## Embaixador em Abdera e o cônsul em 157 a.C.
Sexto Júlio César, também conhecido pelo seu nome depois de ser adotado como Sexto Júlio Catulo César,[carece de fontes?] foi um tribuno militar em 181 a.C. sob Lúcio Emílio Paulo Macedônico na Ligúria. Em 170-169, serviu como legado diplomático na libertação de Abdera e ajudou a liderar a busca pelos que haviam sido injustamente vendidos como escravos. Como edil curul em 168, ele e seu colega Cneu Cornélio Dolabela realizaram os jogos (em latim: ludi) nos quais a peça "Hécira", de Terêncio, foi apresentada pela primeira vez, num fracasso que ficou famoso. Ele também foi pretor antes de 160 e foi eleito como cônsul em 157 a.C. Em 147, ele foi enviado para admoestar a Liga Acaia pelo tratamento que eles dispensaram aos aliados romanos e para alertá-los dos riscos de enfrentar Roma. Critolau de Megalópolis, um líder dos acaianos, bloqueou os esforços de César para arbitrar uma disputa entre a Liga e Esparta, o que resultou numa guerra no ano seguinte.
Segundo William Smith, o embaixador em Abdera e o cônsul em 157 a.C. eram duas pessoas distintas, pai e filho.

## Pretor em 123 a.C.
Sexto Júlio César foi um pretor urbano em 123 a.C..

## Monetal em 125-120 a.C.
Sexto Júlio César foi um triúnviro monetalis ("cunhador de moedas") entre 125 e 120 a.C. É possível que seja o mesmo que foi cônsul em 157 a.C. ou, mais provável, o pretor em 123 a.C.

## Cônsul em 91 a.C.
Sexto Júlio César foi um pretor em 94 a.C. e cônsul em 91 a.C.. Em 90, ele foi procônsul em conseguiu uma vitória militar, provavelmente sobre os paeligni. Ele morreu enquanto cercava a cidade de Ásculo Piceno. De acordo com Jona Lendering, ele seria irmão de Caio Júlio César, o pai de Júlio César. Ele também seria o pai de Sexto Júlio César, o comandante de uma legião do imperador na Síria.

## Governador da Síria
Sexto Júlio César serviu sob o comando de seu parente, Júlio César, na Hispânia durante a guerra civil em 49, provavelmente como tribuno militar. Sexto continuou a serviço dele no ano seguinte, provavelmente como questor, e foi nomeado depois para comandar a província romana da Síria por volta de julho de 47, como legado ou, mais provavelmente, questor propretor. No ano seguinte, ainda na Síria, ele terminou sendo morto numa revolta liderada por Quinto Cecílio Basso, um aliado de Pompeu Magno. Seu comando passou para Quinto Cornifício, que já foi tentativamente identificado como sendo um pretor em 45 a.C. e que, na época, era um promagistrado na Cilícia.

## Flâmine quirinal
Sexto Júlio César foi, segundo uma lista fornecida por Cícero, um flâmine quirinal, um cargo vitalício, por volta de 60-58 a.C. Provavelmente trata-se do mesmo Sexto Júlio César que foi questor em 48 a.C. e, menos provavelmente, seria o pai dele. Ele seria, ainda segundo Cícero, o filho do cônsul em 91 a.C..